# 菊池城
菊池城（きくちじょう）は、熊本県菊池市隈府にあった中世の日本の城（山城）。菊池氏の本拠であった。別名隈府城。

## 変遷
菊池十八城と呼ばれる城砦の一つで、正平年間に菊池武政により築城された。菊池氏は九州における南朝方の有力者で、後に肥後守護に任じられ現菊池市は城下町として栄えた。戦国時代に入ると菊池氏は内紛を繰り返し、近隣大名による家督介入を受けて衰退し、家督を阿蘇氏や豊後大友氏に奪われ、菊池氏正統は没落した。
後、菊池氏の一族で菊池三家老の赤星親家が城主となるが、同じ菊池三家老の隈部親永に圧迫され、天正6年（1578年）親家の子赤星統家の時、龍造寺氏と結んだ親永によって赤星氏は菊池城を追われた。天正8年（1580年）親永が入城し、北上する島津氏と対峙したが、隈部氏は篭城してこれを凌いで島津氏と和睦し所領を安堵された。
天正15年（1587年）羽柴秀吉の九州平定後、親永は佐々成政の配下に組み込まれるが、同年親永が菊池城に拠って成政に反抗したため、反乱が鎮圧された後に菊池城は破却された。

## 菊池城跡

### 遺構
菊池城は菊池市の北東山麓に位置し、周囲に空堀跡や土塁跡が残る。

### 菊池公園
菊池城跡一帯は菊池公園として整備されており、桜やツツジの名所として知られる。
明治維新後、勤王菊池氏を顕彰して本丸跡に菊池神社が建てられた。戦前は軍神を祭る神社としても知られた。菊池神社内の歴史館には菊池氏所縁の宝物や古文書が展示されている。境内には菊池武時騎馬像、第二次世界大戦で特殊潜航艇艇長としてシドニー湾に突入して戦死した松尾敬宇中佐の胸像がある。
また、菊池神社の近くには菊池武光騎馬像が建つ菊池市民広場がある。このほか菊池観光物産館がある。

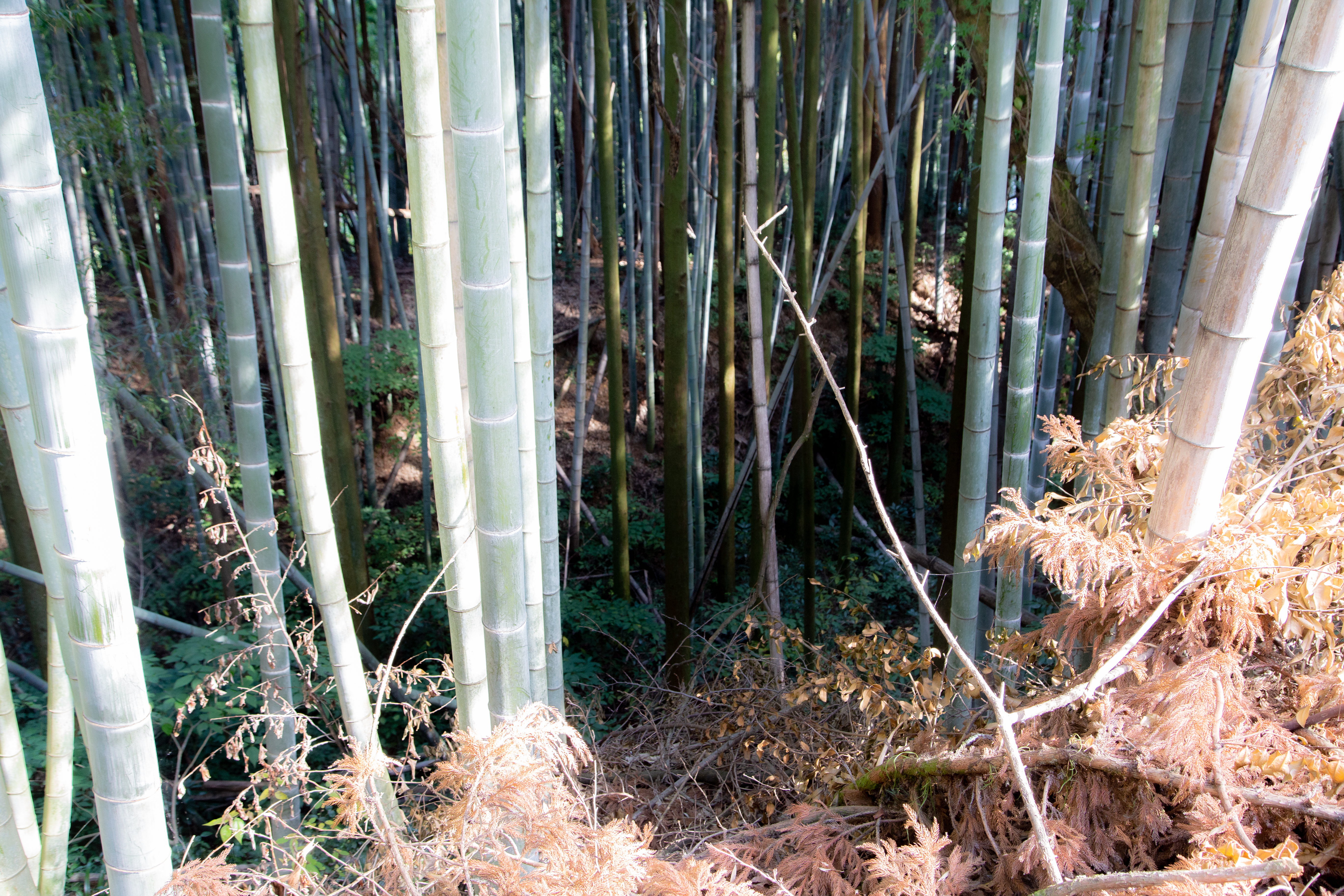
菊池城空堀跡
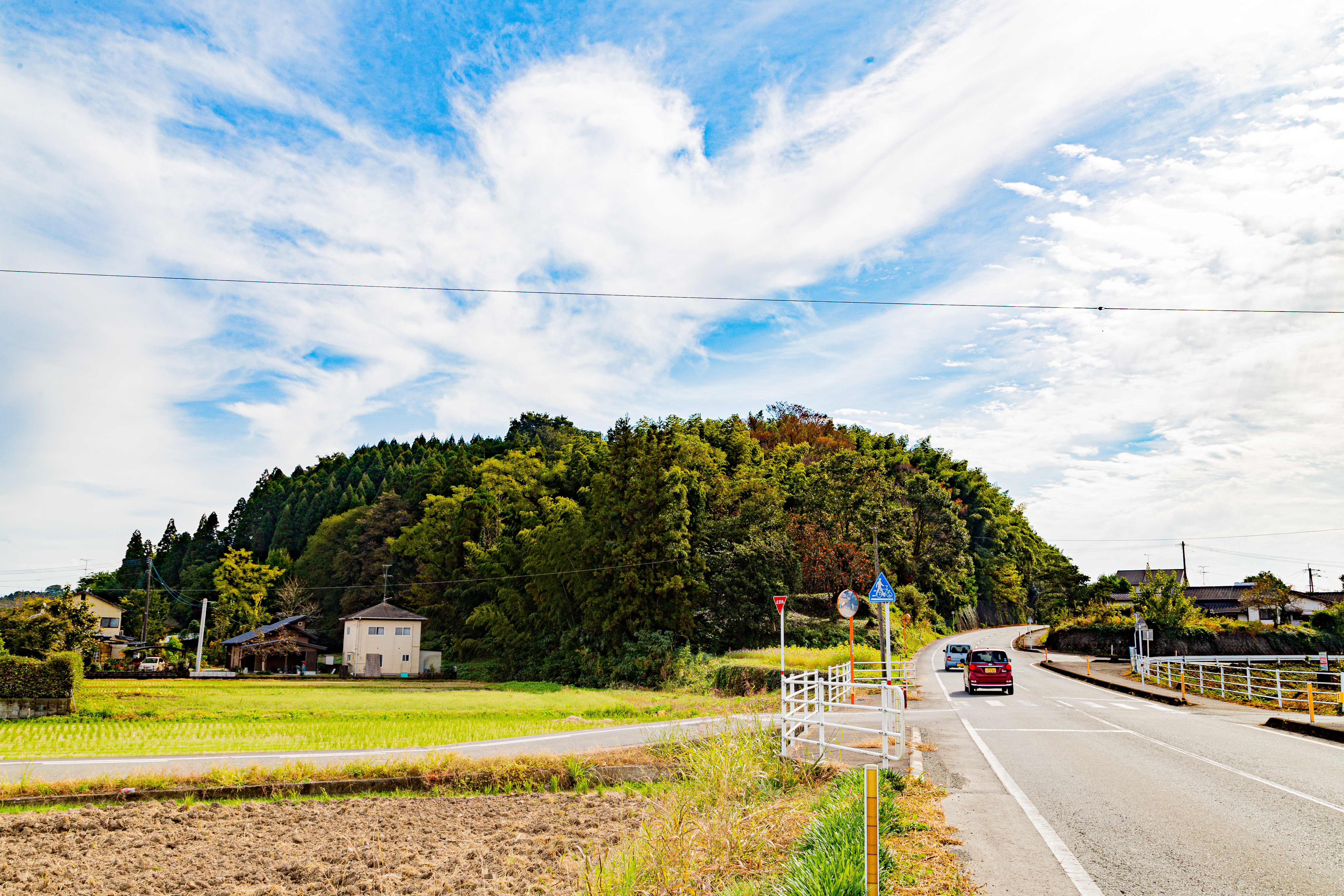
支城の一つ亀尾城

## 交通アクセス
- 熊本桜町バスターミナルより熊本電鉄バス菊池温泉ゆきに乗車し終点「菊池温泉・市民広場前」下車、徒歩15分（1.2km）。
  - 「菊池温泉・市民広場前」にはJR九州豊肥本線肥後大津駅より九州産交バス山鹿温泉ゆきに乗車しても向かうことができる。
- 九州自動車道植木インターチェンジより14㎞。